# 600 Musa
600 Musa
600 Musa là một tiểu hành tinh ở vành đai chính. Nó được Joel Hastings Metcalf phát hiện ngày 14.6.1906 ở Taunton, Massachusetts và được đặt theo tên Muse, nữ thần gợi hứng thơ trong thần thoại Hy Lạp